# Червоний скорпіон 2
Червоний скорпіон 2 (англ. Red Scorpion 2) — канадо-американський бойовик 1995 року.

## Сюжет
У Лос-Анджелесі з'явилося і швидко зміцнює свої позиції неонациська організація, яка виношує плани світового панування. Уряд робить спробу впровадити в неї одного з найкращих агентів спецслужб — Ніка Стоуна. Це завдання виявляється дуже небезпечним: перша ж спроба ледь не коштує життя Ніку і його підрозділу. У результаті керівництво вдається до надзвичайних заходів: за підготовку команди Ніка береться колишній агент КДБ Григорій. Тренування проходять успішно і Григорій організовує урочисту церемонію прийому до Товариства Червоного Скорпіона і робить всім спецназівцям відповідні татуювання. Але навіть і після настільки ретельної підготовки їх місія залишається практично нездійсненною. Але для «червоних скорпіонів» немає нічого неможливого.

## У ролях
| Актор            | Роль                           |
| ---------------- | ------------------------------ |
| Метт МакКольм    | Ніка Стоун                     |
| Джон Севедж      | Ендрю Кендрік                  |
| Дженніфер Рубін  | Сем Гайнесс                    |
| Пол Бен-Віктор   | Вінс Д'Анжело                  |
| Майкл Коверт     | Біллі Райан                    |
| Ріал Ендрюс      | Вінстон «Скажений пес» Пауелл  |
| Дункан Фрайзер   | містер Бенжамін                |
| Джордж Туліатос  | Григорій                       |
| Майкл Айронсайд  | полковник Вест                 |
| Владімір Куліх   | Ганс                           |
| Сукі Кайзер      | Донна                          |
| Джеррі Вассерман | Стейнберг                      |
| Тонг Ланг        | Джо                            |
| Ентоні Стамбоулі | Абду                           |
| Саманта Шуберт   | Рені                           |
| Рен Робертс      | лідер Club Attack              |
| Ендрю Бінкс      | людина у танцювальному клубі 1 |
| Дін МакКензі     | людина у танцювальному клубі 2 |
| Патрік Стівенсон | бармен                         |
| Дуглас Артурс    | Spear Thief Leader             |
| Дон Ейкен        | Band 1                         |
| Рей Фарруджия    | Band 2                         |
| Расс Вілсон      | Band 3                         |
| Том Вілсон       | Band 4                         |
| Гебріел Хоган    |                                |
| Річ Пріске       | поганий хлопець                |